# Les Écorces
Les Écorces ist eine französische Gemeinde mit 766 Einwohnern (Stand: 1. Januar 2022) im Département Doubs in der Region Bourgogne-Franche-Comté.

## Geographie
Les Écorces liegt auf 900 m, vier Kilometer südlich von Maîche und etwa 13 Kilometer nördlich der Stadt La Chaux-de-Fonds (Luftlinie). Das Dorf erstreckt sich im Jura, auf einer Anhöhe inmitten des weiten Hochplateaus von Maîche. Das Gemeindegebiet gehört zum Regionalen Naturpark Doubs-Horloger.
Die Fläche des 9,51 km² großen Gemeindegebiets umfasst einen Abschnitt des französischen Juras. Das gesamte Gebiet wird vom schwach reliefierten Hochplateau von Maîche eingenommen, das durchschnittlich auf 880 m liegt. Es ist überwiegend von Wies- und Weideland bestanden, besitzt aber auch einige größere Waldflächen, insbesondere den Grand Bois im Südwesten. Das Plateau zeigt keine oberirdischen Fließgewässer, weil das Niederschlagswasser im verkarsteten Untergrund versickert. Auf dem Gemeindeboden gibt es auch mehrere Dolinen. Mit 921 m wird auf einer Anhöhe im Grand Bois die höchste Erhebung von Les Écorces erreicht.
Zu Les Écorces gehören neben dem eigentlichen Ort auch verschiedene Weiler und zahlreiche Einzelhöfe, darunter:
- Les Fourneaux (857 m) in einer Mulde auf dem Plateau am Ostrand des Grand Bois
- Emaubourbet (874 m) auf einer Anhöhe auf dem Plateau von Maîche
- La Motte (901 m) auf der Höhe am Rand des Grand Bois
- Les Maisons-Dessous (877 m) auf dem Plateau von Maîche

Nachbargemeinden von Les Écorces sind Maîche im Norden, Charquemont im Osten, Fournet-Blancheroche im Süden sowie Frambouhans im Westen.

## Geschichte
Im Mittelalter gehörte Les Écorces zur Herrschaft Maîche. Die ersten Häuser gruppierten sich um eine Kapelle, die der Kirche von Maîche unterstand. Der Ortsname deutet darauf hin, dass die Häuser mit Rinden (frz. écorces) von Tannen- und Fichtenbäumen gedeckt waren. Zusammen mit der Franche-Comté gelangte das Dorf mit dem Frieden von Nimwegen 1678 an Frankreich.

## Sehenswürdigkeiten

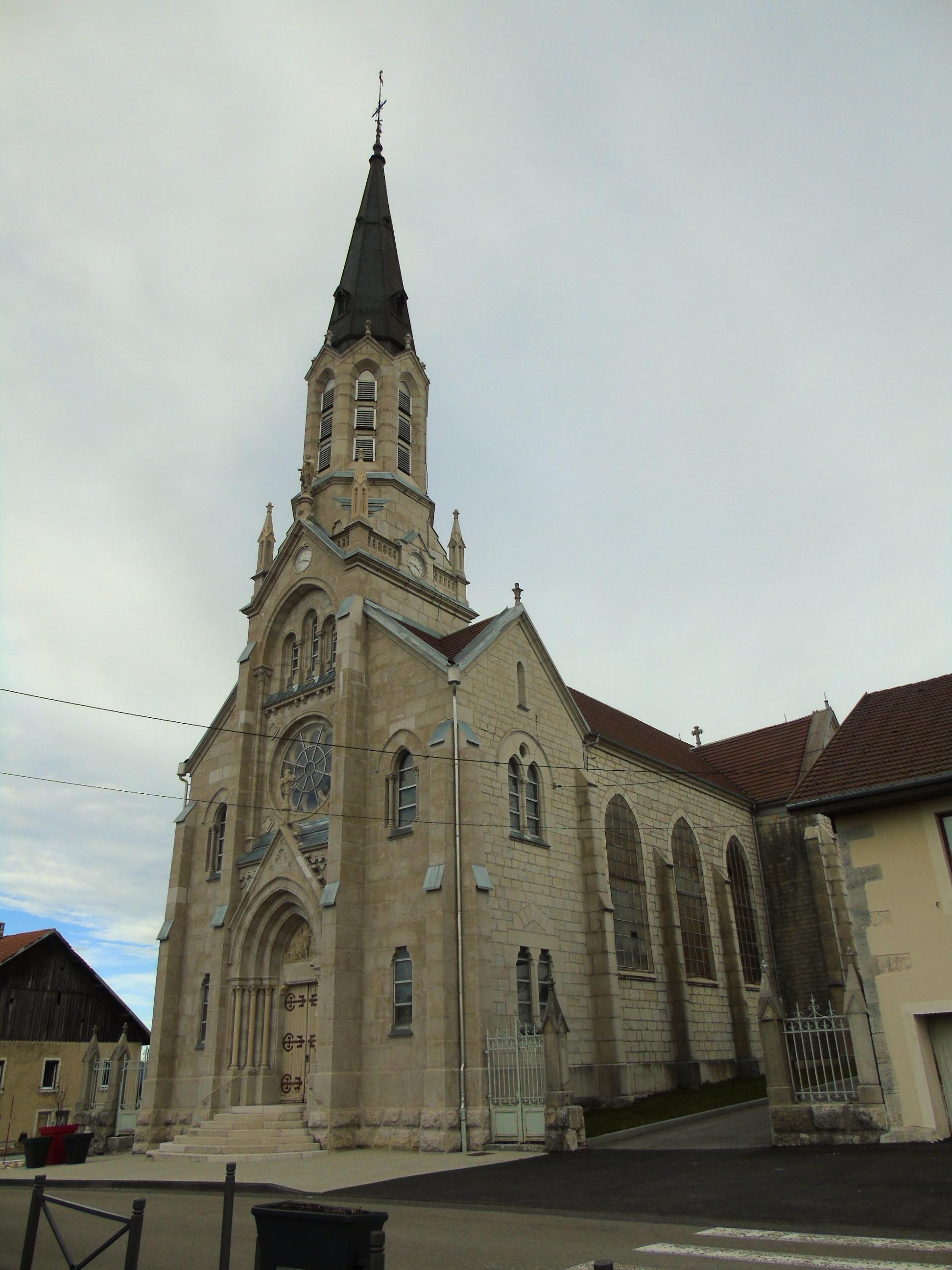
Kirche Saint-Jean-Baptiste

Die Dorfkirche Saint-Jean-Baptiste in Les Écorces wurde 1881 im Stil der Neugotik erbaut und besitzt einen 47,5 Meter hohen Glockenturm. Auf freiem Feld südöstlich des Ortes befindet sich die Kapelle Saint-Roch, die 1868 errichtet wurde.

## Bevölkerung
| Jahr                       | 1962 | 1968 | 1975 | 1982 | 1990 | 1999 | 2016 |
| Einwohner                  | 356  | 346  | 302  | 378  | 452  | 502  | 714  |
| Quellen: Cassini und INSEE |      |      |      |      |      |      |      |

Mit 766 Einwohnern (Stand 1. Januar 2022) gehört Les Écorces zu den kleinen Gemeinden des Départements Doubs. Nachdem die Einwohnerzahl in der ersten Hälfte des 20. Jahrhunderts stets im Bereich zwischen 350 und 420 Personen gelegen hatte, wurde seit Beginn der 1970er Jahre eine kontinuierliche Bevölkerungszunahme verzeichnet.

## Wirtschaft und Infrastruktur
Les Écorces war bis weit ins 20. Jahrhundert hinein ein vorwiegend durch die Landwirtschaft (Viehzucht und Milchwirtschaft) und die Forstwirtschaft geprägtes Dorf. Daneben gibt es heute verschiedene Betriebe des Klein- und Mittelgewerbes, hauptsächlich in den Branchen Uhrenindustrie und Holzverarbeitung. Viele Erwerbstätige sind auch Wegpendler, die in den umliegenden größeren Ortschaften ihrer Arbeit nachgehen.
Die Ortschaft liegt abseits der größeren Durchgangsstraßen an einer Departementsstraße, die von Frambouhans nach Charquemont führt.